# Kai (cantante)
Kim Jong-in (en hangul, 김종인; en hanja, 金鍾仁; romanización revisada, Gim Jong-in; McCune-Reischauer, Kim Chongin; Suncheon, Jeolla del Sur, 14 de enero de 1994), más conocido como Kai (카이), es un cantante, bailarín, actor y modelo surcoreano. Fue presentado como miembro de EXO en diciembre de 2011, debutando oficialmente en abril de 2012 con el miniálbum Mama. Comenzó su carrera como actor en la serie web Choco Bank en febrero de 2016, interpretando a Kim Eun-haeng. En octubre de 2019, Kai hizo su debut como miembro del supergrupo SuperM, formado por SM Entertainment en asociación con Capitol Records. Kai es ampliamente considerado como uno de los mejores bailarines de Corea del Sur y K-pop.

## Biografía

### 1994-2015: Primeros años e inicios en su carrera musical
Kai nació el 14 de enero de 1994 en Suncheon, Jeolla del Sur, Corea del Sur. Kai es el menor de tres hermanos. A los ocho años, comenzó a bailar jazz y ballet por cuatro años. Se unió a SM Entertainment en 2007, luego de obtener el primer lugar de SM Youth Best Contest a los trece años. Fue asignado en un dormitorio con otros aprendices de SM, siendo entrenado en el área de canto, baile y actuación. En 2008, participó en el videoclip de la canción «HaHaHa Song» de TVXQ, junto a sus compañeros Suho y Chanyeol.
Kai fue el primer miembro de EXO en ser presentado al público en diciembre de 2011. Junto a Luhan, Chen y Tao, realizaron su primera presentación en el evento Gayo Daejun de SBS en el mismo mes. Debutó oficialmente en marzo de 2012 con el lanzamiento del EP, Mama. En abril, junto a Baekhyun, Sehun y Chanyeol, participó en el videoclip de «Twinkle» de Girls' Generation-TTS. El 16 de octubre, fue anunciado que participaría en un grupo llamado Younique Unit, junto a Eunhyuk, Hyoyeon, Taemin, Henry y Luhan, interpretando la canción «Maxstep» del álbum PYL Younique Album, siendo una colaboración entre SM Entertainment y Hyundai. Un teaser de la canción fue mostrado en PYL Younique Show al día siguiente. En diciembre de 2012, al lado de Eunhyuk, Lay, Donghae, Minho y Taemin, formaron un grupo de baile llamado SM the Performance. La primera aparición del grupo fue en el evento SBS Gayo Daejun el 29 de diciembre, con el lanzamiento del sencillo «Spectrum» al día siguiente.
En septiembre de 2013, hizo una actuación de baile con Hyoyeon y Lay en el programa Dancing 9, donde bailaron las canciones «Centipede» de Knife Party y «Coco» de Gent & Jawns. El 16 de febrero de 2014, apareció en un documental especial de SBS, Ten Thousand Hours of Determination. En agosto del mismo año, colaboró con Taemin en la canción «Pretty Boy», perteneciente al álbum Ace. En octubre, participó en el videoclip de la canción «In Summer», un remake creado para EXO 90:2014. En diciembre, se convirtió en miembro honorario de la Asociación de Fútbol de Corea del Sur. En abril de 2015, protagonizó al lado de los otros miembros de EXO la serie web EXO Next Door, también protagonizada por la actriz Moon Ga-young. El 24 de octubre de 2015, apareció en el programa Oh My Baby con Taeoh, hijo de Ricky Kim, donde le tuvo que enseñar a Taeoh cómo convertirse en un verdadero hermano mayor.

### 2016-presente: SuperM y debut como solista
En enero de 2016, se anunció que Kai haría su debut como actor al protagonizar la webserie Choco Bank, el mes siguiente. La serie fue producida por Cheil Worldwide Inc., una empresa de comercialización bajo el Grupo Samsung. El webdrama batió récords de audiencia. En diciembre de 2016, apareció en el webdrama 7 First Kisses, para Lotte Duty Free. El 11 de enero de 2017, fue confirmado como el protagonista del drama Andante de KBS, interpretando a Lee Shi-kyung, un estudiante de secundaria. El 28 de febrero, se anunció que Kai participaría en el drama Spring Has Come, basado en la novela japonesa original del mismo nombre, está siendo la primera vez que un actor no japonés asume un papel principal en un drama producido por la emisora WOWOW. El drama comenzó a transmitirse en enero de 2018. En febrero de 2018, Kai fue elegido para participar en el drama de KBS, The Miracle We Met. El drama se estrenó en abril del mismo año.
En diciembre de 2018, en una transmisión de Moon Hee Jun’s Music Show, Kai reveló que debutará como solista próximamente. Sin embargo, no se revelaron más detalles hasta el 25 de enero de 2020, donde el cantante realizó una entrevista en Weibo, en el cual habló sobre su debut. En enero de 2019, Kai apareció como director especial del programa Under Nineteen. En agosto del mismo año, fue presentado como integrante de SuperM, junto a Baekhyun, Taeyong, Ten, Lucas y Mark. El grupo debutó en octubre con el lanzamiento del EP homónimo. En diciembre, Kai fue el protagonista del cortometraje The Performers Act V, una colaboración entre Vogue, GQ y Gucci. Dirigida por Lucy Luscombe, la película sigue a Kai en un viaje a través del tiempo y el espacio para descubrir recuerdos sobre su familia y los orígenes de su pasión por la danza y la coreografía.  A medida que intenta navegar en un mundo con fallas tras un viaje en el tiempo que no resulta como esperaba, Kai vive una experiencia alucinante antes de finalmente lograr contar su historia.
El 3 de julio, News1 informó que Kai se encontraba grabando su álbum como solista, pero que aún no había una fecha establecida, siendo confirmado más tarde por SM Entertainment. El 30 de noviembre de 2020, Kai lanzó su primer miniálbum con el sencillo «Mmmh», convirtiéndose en el quinto miembro de EXO en debutar como solista. Como bailarín destacado, Kai creó la coreografía para todas las canciones del EP. Durante una conferencia de prensa en línea el artista declaró: «Aunque son todas canciones de R&B, todo es diferente y pensé en cómo podría mostrar mejor mi voz y tono en el escenario. Espero que la gente también esté ansiosa por las actuaciones en el escenario.»
El 26 de octubre de 2021, SM anunció que Kai haría su primer regreso como solista en noviembre con un nuevo álbum. El 11 de noviembre, se reveló el título del disco sería Peaches y que su lanzamiento sería el 30 del mismo mes.

## Imagen pública
En un episodio de Hello de KBS 2TV el 2 de septiembre de 2013, le preguntaron a Nicole Jung sobre alguien que llamara su atención recientemente. Después de dudar por un momento, respondió: «En estos días, tengo mis ojos puestos en Kai de EXO. Creo que es muy guapo». En el programa FM4U's Kim Shin Young's Noon Song of Hope de MBC, Hyoyeon de Girls' Generation expresó su deseo de bailar con Kai, mencionando: «Incluso antes del debut de EXO, ya había dicho que Kai tenía un gran talento para el baile».

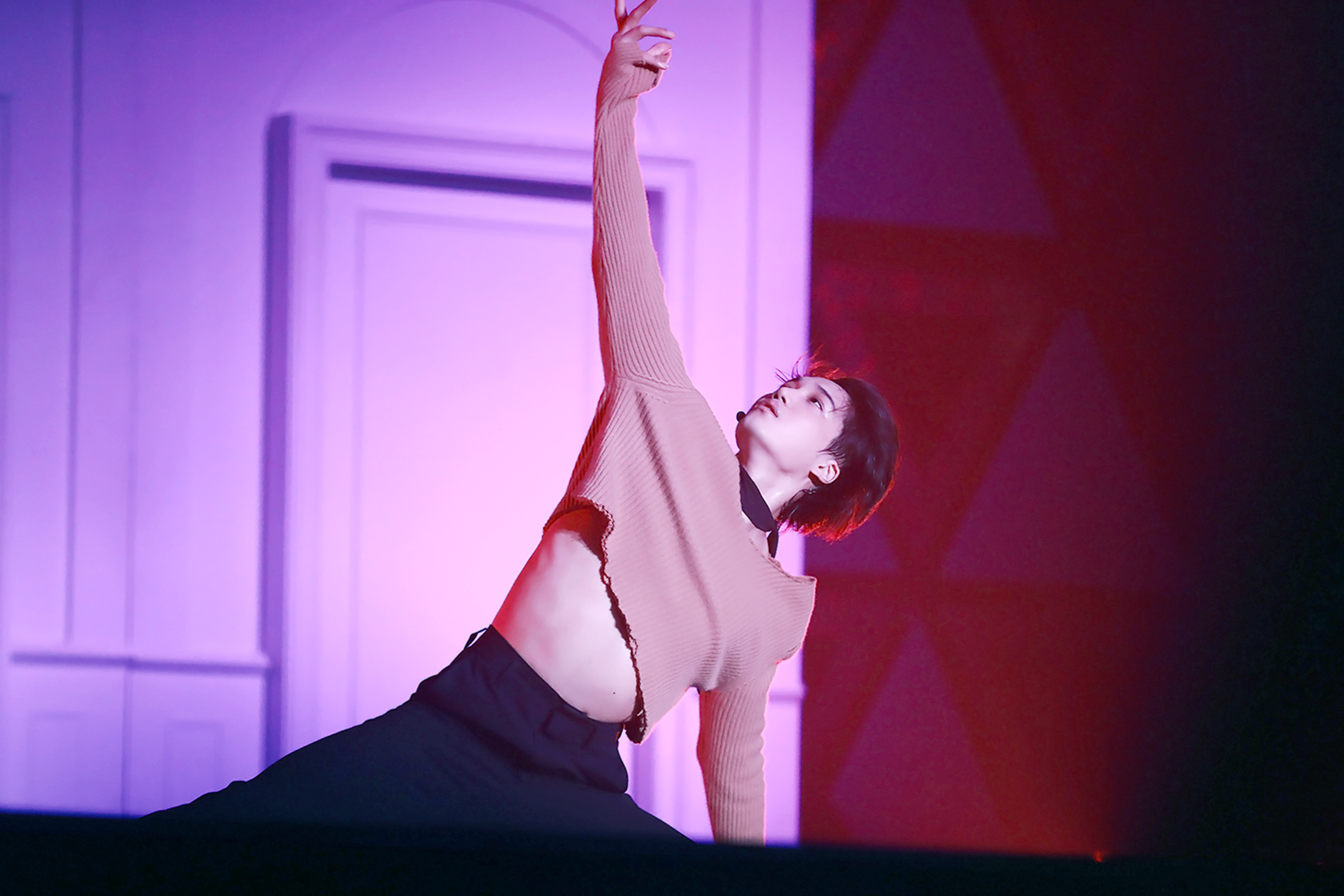
Kai usando la ombliguera en concierto.

En abril de 2014, BoA habló en Night of TV Entertainment sobre baile y cuando le preguntaron quién era un buen bailarín, mencionó a Kai de EXO. Ella explicó que «no solo se trata de trabajar duro, sino de tener un control excepcional sobre la intensidad de los movimientos, algo que Kai hace muy bien, alternando entre movimientos suaves y poderosos». En diciembre de 2015, el sitio web Odyssey describió a Kai como «divinamente atractivo», al colocarlo en el décimo cuarto lugar entre «los 41 hombres más atractivos del mundo». La lista representa una objeción a la selección implícita de la revista People de «los hombres más atractivos del año», la cual tiende a favorecer a hombres blancos.
El 25 de agosto de 2018, Kai se convirtió inesperadamente en tendencia en Twitter cuando el grupo de fanes de EXO utilizó las redes sociales para destacar por qué sería un excelente modelo para la famosa marca de cosméticos de Rihanna, Fenty Beauty. Acompañando el hashtag #FENTYxKAI, los seguidores compartieron fotos de las sesiones fotográficas previas de Kai, ediciones hechas por fanes y otros contenidos relacionados. La marca rápidamente tomó la iniciativa de dar me gusta en varias fotos de Kai en Instagram.
Con el lanzamiento de Don't Mess Up My Tempo en noviembre de 2018, Kai impulsó la popularidad de la ombliguera y convirtió el uso de estas prendas en parte de su estilo distintivo, explorando diferentes longitudes, texturas, colores y diseños.
El 1 de enero de 2022, la reconocida revista estadounidense de cultura pop, Rolling Stone, publicó una lista de los «25 músicos contemporáneos más elegantes», incluyendo a Kai en el último puesto. La revista describió el estilo de Kai como una fusión que va desde lo aristocrático hasta lo punk, combinando influencias musicales con la moda de manera sin esfuerzo. Destacaron su uso de una ombliguera en el videoclip de «Obsession» y su atuendo en «Peaches», donde fusionaba lo moderno con lo tradicional, lo masculino con lo femenino, logrando una combinación equilibrada y atractiva sin llegar a ser llamativo.

### Publicidad
En septiembre de 2019, Kai se convirtió en el primer embajador coreano de la icónica casa de moda de lujo italiana Gucci, junto la actriz china Ni Ni. En febrero de 2021, BlackYak Climbing Crew eligió a Kai como modelo para su colección «The Black Yak BCC». Al mes siguiente, se convirtió en el primer hombre de Asia-Pacífico en ser el rostro de la marca Bobbi Brown Cosmetics. Más adelante en ese año, la ciudad de Seúl anunció a Kai como el rostro de la marca y embajador global para la Semana de la Moda en la ciudad mencionada. El 1 de noviembre, junto a Karina de Aespa, hizo su aparición en un showcase en línea «TUCSON Beyond Drive», una colaboración entre Hyundai Motors y SM Entertainment. Presentó una actuación que fusionaba el K-pop con la realidad aumentada, ofreciendo una experiencia bailable única.
En enero de 2022, Kai fue elegido como el nuevo rostro de Charmzone Mask. Su selección se hizo con la intención de presentar una imagen fresca y contemporánea para los productos de mascarillas de alta calidad de Charmzone Cosmetics. En ese mismo año, Kai se convirtió en el nuevo rostro de Yves Saint Laurent.

### Filantropía
El 15 de diciembre de 2015, Kai se unió a Chanyeol y Chen para entregar briquetas de carbón a familias necesitadas, ayudándoles a mantener sus hogares cálidos durante el invierno.A pesar de haber regresado de China solo unas horas antes, los artistas decidieron dedicar su tiempo y esfuerzo a ayudar a quienes más lo necesitaban. En enero de 2016, la Fundación Coreana de Leucemia Infantil anunció una donación de 19 000 dólares realizada por los fanáticos de Kai. Además, en celebración de su cumpleaños, se destinaron 23 millones de wones surcoreanos a la Fundación de Leucemia Pediátrica. Además de esto, los seguidores del ídolo contribuyeron con fondos adicionales a otras organizaciones benéficas.

## Vida personal
En abril de 2016, se anunció que Kai y Krystal, integrante de f(x), estaban en una relación sentimental.Posteriormente, SM Entertainment confirmó la ruptura de la pareja en junio del año siguiente.
El 1 de enero de 2019, el periódico local de noticias, Dispatch, publicó un artículo en su sitio web que revelaba la relación amorosa entre Kai y Jennie de Blackpink. El artículo incluía fotos captadas el 25 de noviembre de 2018, donde se veía a ambos artistas durante un encuentro en el parque Haneul en Seúl. Más tarde, las agencias de ambos artistas, SM y YG Entertainment, confirmaron la relación. Ninguna de las compañías emitió una declaración formal; en su lugar, respondieron a través de artículos en Naver. SM mencionó: «Tienen sentimientos positivos el uno por el otro». Inicialmente, YG indicó desconocimiento y expresó que investigaría, pero más tarde adoptó una postura similar a la de SM.
El 25 de enero de 2019, SM Entertainment confirmó a XSportNews la separación entre Jennie y Kai. Se informó que habían priorizado su carrera sobre su relación, optando por enfocarse en sus carreras individuales: «Ambos planean respaldarse como artistas. Tanto Jennie como Kai se dedicarán al máximo en sus respectivas carreras. Han acordado brindarse apoyo mutuo de esa manera». Sin embargo, ha habido especulaciones de que la relación pudo haber sido de naturaleza más comercial.
El 3 de mayo de 2023, SM Entertainment anunció a través del club de fanáticos oficial de EXO que Kai iniciará su servicio militar obligatorio como empleado social el 11 de mayo. Finalmente, se dio de baja y terminó su servicio militar el 10 de febrero de 2025.

## Discografía

### EP
| Título  | Detalles | Mejor posición | Mejor posición  | Mejor posición | Mejor posición | Mejor posición | Mejor posición | Ventas                       | Certificaciones |
| Título  | Detalles | COR            | JAP (Billboard) | JAP (Oricon)   | UK             | US Heat.       | US World       | Ventas                       | Certificaciones |
| ------- | --- | -------------- | --------------- | -------------- | -------------- | -------------- | -------------- | ---------------------------- | --------------- |
| Kai     | - Lanzamiento: 30 de noviembre de 2020 - Discográfica: SM Entertainment - Formato(s): CD, descarga digital, streaming | 4              | —               | —              | —              | 7              | 11             | - COR: 359 563 - CHN: 97 290 | - KMCA: Platino |
| Peaches | - Lanzamiento: 30 de noviembre de 2021 - Discográfica: SM Entertainment - Formato(s): CD, descarga, streaming         | 2              | 72              | 44             | 46             | —              | —              | - COR: 265 201               | - KMCA: Platino |
| Rover   | - Lanzamiento: 13 de marzo de 2023 - Discográfica: SM Entertainment - Formato(s): CD, descarga, streaming             | 1              | 48              | 14             | —              | —              | —              | - COR: 247 222 - JPN: 4055   | TBA             |

### Canciones
| «Mmmh» (음)                                                                            | 2020 | 26  | 15 | —              | Kai                                |
| «Peaches»                                                                              | 2021 | 73  | —  | —              | Peaches                            |
| «Rover»                                                                                | 2023 | 23  | 12 | —              | Rover                              |
| Colaboraciones                                                                         |      |     |    |                |                                    |
| «Pretty Boy» (Taemin featuring Kai)                                                    | 2014 | 33  | 15 | - COR: 53 588+ | Ace                                |
| «Hot & Cold» (온도차) (con Karina, Seulgi, y Jeno)                                     | 2022 | —   | —  | —              | 2022 Winter SM Town: SMCU Palace   |
| Otras apariciones                                                                      |      |     |    |                |                                    |
| «Maxstep» (como parte de Younique Unit)                                                | 2012 | 228 | —  | - COR: 15 420+ | PYL Younique Volume 1              |
| «Deep Breath»                                                                          | 2014 | —   | —  | - COR: 12 485+ | Exology Chapter 1: The Lost Planet |
| «I See You»                                                                            | 2019 | —   | —  | —              | EXO Planet #4 – The EℓyXiOn [dot]  |
| «Confession»                                                                           | 2019 | —   | —  | —              | EXO Planet #5 – ExplOration        |
| «–» indica que el lanzamiento no se posicionó en la lista o no se lanzó en esa región. |      |     |    |                |                                    |

### Otras canciones
| Título                                                                                 | Año  | Mejores posiciones | Álbum   |
| Título                                                                                 | Año  | COR                | Álbum   |
| -------------------------------------------------------------------------------------- | ---- | ------------------ | ------- |
| «Reason»                                                                               | 2020 | —                  | Kai     |
| «Nothing on Me»                                                                        | 2020 | —                  | Kai     |
| «Amnesia» (기억상실)                                                                   | 2020 | —                  | Kai     |
| «Hello Stranger»                                                                       | 2020 | —                  | Kai     |
| «Ride or Die»                                                                          | 2020 | —                  | Kai     |
| «Blue»                                                                                 | 2021 | —                  | Peaches |
| «To be Honest»                                                                         | 2021 | —                  | Peaches |
| «Vanilla»                                                                              | 2021 | —                  | Peaches |
| «Domino»                                                                               | 2021 | —                  | Peaches |
| «Come In»                                                                              | 2021 | —                  | Peaches |
| «–» indica que el lanzamiento no se posicionó en la lista o no se lanzó en esa región. |      |                    |         |

### Composiciones
| Canción      | Año  | Álbum     | Artista  | Letras     | Letras                          |
| Canción      | Año  | Álbum     | Artista  | Acreditado | Con                             |
| ------------ | ---- | --------- | -------- | ---------- | ------------------------------- |
| «Confession» | 2019 | Sin álbum | Él mismo | Yes        | Danke (lalala studio), Chanyeol |

## Filmografía

### Películas
| Título            | Año  | Cadena   | Nota(s)                        |
| ----------------- | ---- | -------- | ------------------------------ |
| SMTown: The Stage | 2015 | Él mismo | Película biográfica de SM Town |

### Dramas
| Título               | Año  | Cadena        | Papel         | Nota(s)          |
| -------------------- | ---- | ------------- | ------------- | ---------------- |
| To the Beautiful You | 2012 | SBS           | Él mismo      | Cameo            |
| EXO Next Door        | 2015 | Naver TV Cast | Kai           | Papel secundario |
| Choco Bank           | 2016 | Naver TV Cast | Kim Eun-heng  | Papel principal  |
| 7 First Kisses       | 2016 | Naver TV Cast | Kai           | Dos episodios    |
| Andante              | 2017 | KBS1          | Lee Shi-kyung | Papel principal  |
| Spring Has Come      | 2018 | WOWOW         | Lee Ji-won    | Papel secundario |
| The Miracle We Met   | 2018 | KBS2          | Ato           | Papel secundario |

### Serie de televisión
| Título   | Año  | Cadena      | Nota(s)                       |
| -------- | ---- | ----------- | ----------------------------- |
| All That | 2020 | Nickelodeon | Aparición especial con SuperM |

### Programas de televisión
| Título                            | Año  | Cadena             | Nota(s)                                                         |
| --------------------------------- | ---- | ------------------ | --------------------------------------------------------------- |
| Asian Hero                        | 2012 | Channel V Thailand | Invitado                                                        |
| Asia Lover                        | 2012 | True Corporation   | Invitado                                                        |
| M! Countdown                      | 2012 | Mnet               | Presentador con Suho                                            |
| Star King                         | 2013 | SBS                | Invitado con Luhan, Baekhyun, Xiumin y Suho                     |
| Immortal Songs 2                  | 2013 | KBS                | Invitado                                                        |
| Idol Star Athletics Championships | 2013 | MBC                | Competidor con Suho, Luhan, Xiumin, Baekhyun, Kris, Sehun y Tao |
| We Got Married                    | 2013 | MBC                | Invitado con Suho visitando a la pareja de Taemin y Naeun       |
| Inkigayo                          | 2013 | SBS                | Presentador                                                     |
| Dancing 9                         | 2013 | Mnet               | Invitado con Lay y Hyoyeon                                      |
| Hello Counselor                   | 2013 | KBS                | Invitado con Lay                                                |
| Running Man                       | 2014 | SBS                | Competidor con Sehun                                            |
| After School Club                 | 2015 | Arirang TV         | Invitado con Baekhyun                                           |
| Oh! My Baby                       | 2015 | SBS                | Invitado                                                        |
| Yummy! Yummy!                     | 2016 | Le.com             | Invitado con Sehun                                              |
| Under Nineteen                    | 2018 | MBC                | Mentor                                                          |
| K stage                           | 2019 | JTBC               | Invitado con Suho, Baekhyun, Chen y Sehun                       |

## Premios y nominaciones
| Premio                                               | Año  | Categoría                               | Trabajo nominado   | Resultado | Ref(s). |
| ---------------------------------------------------- | ---- | --------------------------------------- | ------------------ | --------- | ------- |
| StarHub Night of Stars                               | 2018 | Favourite Korean Drama Character        | Andante            | Ganador   | [ 105 ] |
| 32nd KBS Drama Awards                                | 2018 | Best New Actor                          | The Miracle We Met | Nominado  | [ 106 ] |
| 32nd KBS Drama Awards                                | 2018 | Best Couple Award (con Ra Mi-ran)       | The Miracle We Met | Nominados | [ 106 ] |
| Golden Disc Awards                                   | 2020 | Disc Bonsang                            | Kai                | Nominado  | [ 107 ] |
| MAMA Awards                                          | 2021 | Best Solo Artist (Male)                 | Kai                | Nominado  |         |
| MAMA Awards                                          | 2021 | Artist of the Year                      | Kai                | Nominado  |         |
| MAMA Awards                                          | 2021 | Album of the Year                       | Kai                | Nominado  |         |
| Asian Pop Music Awards                               | 2021 | Best Male Artist (Overseas)             | Kai                | Ganador   | [ 108 ] |
| Asian Pop Music Awards                               | 2021 | People's Choice Award (Overseas)        | Kai                | Ganador   | [ 108 ] |
| Asian Pop Music Awards                               | 2021 | Best Dance Performance (Overseas)       | «Mmmh»             | Nominado  | [ 109 ] |
| MAMA Awards                                          | 2023 | Best Dance Performance – Male Solo      | «Rover»            | Nominado  | [ 110 ] |
| Reconocimientos                                      |      |                                         |                    |           |         |
| TC Candler: The 4th Annual Independent Critics List  | 2016 | World's 100 Most Handsome Faces of 2016 | Él mismo           | 44th      | [ 111 ] |
| TC Candler: The 5th Annual Independent Critics List  | 2017 | World's 100 Most Handsome Faces of 2017 | Él mismo           | 38th      | [ 112 ] |
| TC Candler: The 6th Annual Independent Critics List  | 2018 | World's 100 Most Handsome Faces of 2018 | Él mismo           | 51st      | [ 113 ] |
| TC Candler: The 7th Annual Independent Critics List  | 2019 | World's 100 Most Handsome Faces of 2019 | Él mismo           | 63rd      | [ 114 ] |
| TC Candler: The 8th Annual Independent Critics List  | 2020 | World's 100 Most Handsome Faces of 2020 | Él mismo           | 32nd      | [ 115 ] |
| TC Candler: The 9th Annual Independent Critics List  | 2021 | World's 100 Most Handsome Faces of 2021 | Él mismo           | 48th      | [ 116 ] |
| TC Candler: The 10th Annual Independent Critics List | 2022 | World's 100 Most Handsome Faces of 2022 | Él mismo           | 97th      | [ 117 ] |